# Jien

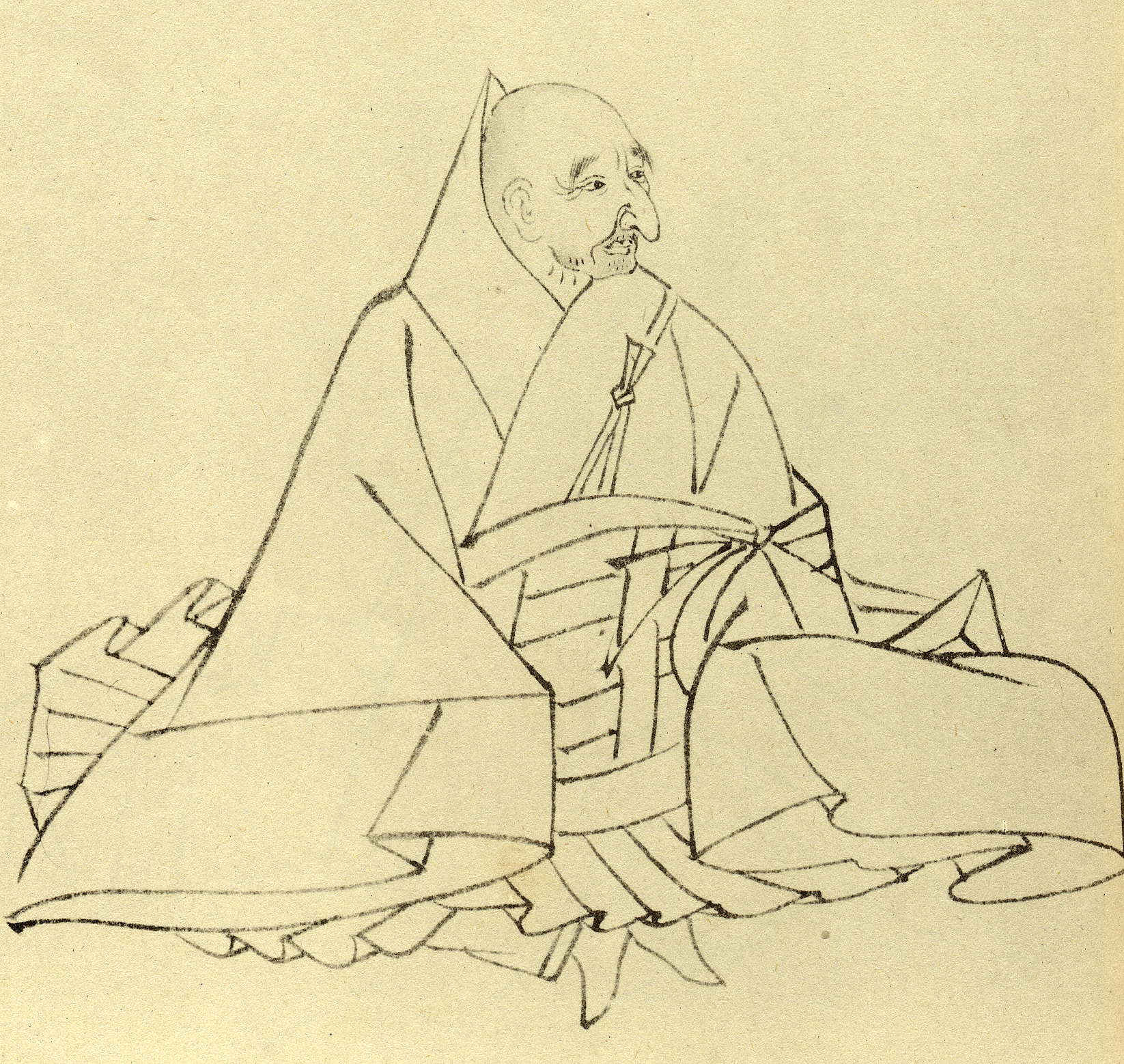
Jien

Jien (jap. 慈円; * 17. Mai 1155; † 28. Oktober 1225) war ein japanischer buddhistischer Mönch, Dichter und Historiker.

## Leben
Jien war ein Sohn des Sesshō und Kampaku Fujiwara no Tadamichi, der fast vierzig Jahre lang diese höchsten Ämter wahrnahm, und gehörte damit zum Kujō-Zweig des Fujiwara-Klans. Nach dem Tod des Vaters wurde der Zehnjährige Novize in einem buddhistischen Kloster und stieg in kurzer Zeit zum Oberhaupt der buddhistischen Tendai-shū-Schule in Japan auf.
In dieser Position hatte er Zugang sowohl zu dem abgesetzten Tennō Go-Toba als auch zum Shōgun Minamoto no Yoritomo, den er 1195 kennenlernte. Geprägt von den Auseinandersetzungen zwischen Tennō und Shōgun in seiner Zeit und seine Kenntnis der andauernden Auseinandersetzungen zwischen seinem Vater und dessen Gegenspieler Fujiwara no Yorinaga, die in der Hōgen-Rebellion gipfelte, verfasste er 1222 das politisch-philosophische Geschichtswerk Gukanshō (愚管抄, „Notizen mit törichtem Pinsel“ bzw. „Auszüge aus den begrenzten Einsichten eines törichten Mannes“).
In dem Werk stellt er nach seiner Auffassung in der Geschichte wirksame destruktive Prinzipien dar, die zu einer politischen „Endzeit“ führten und denen man nicht entkommen, sondern nur entgegenwirken könne, zumal von den 100 vorhergesagten Herrschern Japans mit Juntoku bereits der 84. auf dem Thron saß. Insbesondere sah er in einer erneuten Herrschaft der eigenen Familie Fujiwara die Chance einer erneuten Blüte nach dem Vorbild der Herrschaft Fujiwara no Michinagas.
Zudem trat Jien als Autor von Musōki („Traumnotizen“) hervor, die auf von ihm als göttliche Offenbarungen gedeutete Träume aus den Jahren 1202 und 1216 zurückgingen, und er wurde auch als Lyriker bekannt.